# Webmiles
Webmiles war ein webbasierendes Kundenbindungsprogramm der webmiles GmbH mit Sitz in München.

## Konzeption
Das Geschäftskonzept beruhte auf dem Belohnungsprinzip. Bei Partnerunternehmen, zu denen sowohl Online-Shops, Mobiltelefonanbieter und Kreditkarteninstitute als auch das hauseigene Reiseportal gehören, konnten sogenannte „Webmiles-Bonusmeilen“ durch Einkäufe und andere Geldtransaktionen im Internet sowie die Teilnahme an Umfragen gesammelt und später gegen Prämien getauscht werden. Die getätigten Umsätze wurden dabei von Webmiles bzw. beauftragten Unternehmen personenbezogen abgespeichert.
Die Gesellschaft galt mit insgesamt über 600 Partnerunternehmen und Niederlassungen in der Schweiz sowie Österreich als größtes System für onlinebasierende Kundenbindung im deutschsprachigen Raum.

## Unternehmensgeschichte
Das Unternehmen wurde am 23. April 1999 als nichtbörsennotierte Aktiengesellschaft und sogenanntes „Start-up“ von Patrick Boos, Loretta Würtenberger und Dominik von Ribbentrop gegründet. Zur Finanzierung trug neben den Gründern hauptsächlich der Risikokapitalgeber Wellington Partners bei.
Im Zuge der enormen Wachstumserwartungen seitens Wellington Partners expandierte Webmiles bereits wenige Monate später und eröffnete im November 1999 Niederlassungen in Großbritannien, Italien, Frankreich, Spanien, den Niederlanden und Schweden. Zu diesem Zeitpunkt, etwa ein Jahr nach Gründung des Unternehmens, hatte Webmiles 100 Mitarbeiter. Anfang 2000 stieg der Risikokapitalgeber Goldman Sachs mit rund zehn Millionen DM Investitionskapital bei Webmiles ein.
Am 18. Oktober 2000 beteiligte sich die einst zur Arvato AG gehörende Bertelsmann Service Group (BSG) mit siebzig Prozent an Webmiles. Die verbleibenden Anteile hielten neben den Firmengründern die Kapitalgeber Atlas Venture, Goldman Sachs sowie Wellington Partners. Mitbegründerin Loretta Würtenberger verließ am 15. Dezember 2000 das Unternehmen. Nach ihrem Ausscheiden bestand die Geschäftsführung aus den beiden verbliebenen Gründern Dominik von Ribbentrop und Patrick Boos sowie Mario Schwegler, welcher aus dem Umfeld der Bertelsmann-Mutter entsandt wurde und bereits mit dem Erwerb der Mehrheitsanteile in den Vorstand aufstieg.
Webmiles stellte Ende Dezember 2000 seine Aktivitäten in Schweden ein. Nach Einstellung beinahe sämtlicher Marktaktivitäten im europäischen Ausland – mit Ausnahme Frankreichs – gründete Webmiles im März 2001 eine Niederlassung in der Schweiz. Infolge der massiven Kosten- und Personalreduktion seitens des neuen Anteilseigners verließen die beiden Gründungsmitglieder Dominik von Ribbentrop und Patrick Boos im Herbst 2001 das Unternehmen. Ihre Tätigkeiten übernahm Mario Schwegler.
Im Mai 2002 fand die Umfirmierung der Webmiles AG zur Webmiles GmbH statt. Im Februar des Jahres 2003 schrieb das Unternehmen erstmals schwarze Zahlen. Am 20. August 2003 ging die Bertelsmann-Tochter Emil Deutschland GmbH, einst in Gütersloh angesiedelt, in die Webmiles GmbH über. Noch im selben Monat expandierte Webmiles nach Österreich.
Im Verlauf der Umstrukturierungsmaßnahmen innerhalb der Mohn-Media-Gruppe wechselte Markus Schmedtmann (Arvato Services, Webmiles) zur Geschäftsführung der Mohn Media-Gruppe. Mit Wirkung zum 20. Mai 2008 löste ihn Stephan Wolfram ab und rückte in die Geschäftsführung der Webmiles GmbH auf. Seit dem 10. November 2008 firmierte die Webmiles GmbH unter Arvato Online Services GmbH. 2013 erfolgte eine erneute Umfirmierung in Webmiles GmbH.
Am 23. Mai 2016 teilte das Unternehmen über den Newsletter mit, dass das Sammeln von Bonusmeilen ab dem 1. Juni 2016 nicht mehr möglich ist. Bestehende Guthaben konnten ab dem 1. Juni 2016 im Verhältnis 3:1 in DeutschlandCard-Punkte getauscht werden. Zum 31. Dezember 2019 wurde Webmiles endgültig eingestellt.

## Mitbewerber
Webmiles stand einerseits mit Unternehmen wie Payback und der ebenfalls zur arvato AG gehörenden DeutschlandCard im Wettbewerb.
Im E-Commerce gewinnen aktive Cashback-Systeme zunehmend an Bedeutung. Die Rabatte im Rahmen von Cashback-Programmen werden im Regelfall bar statt in Form von Prämienprodukten ausgezahlt. Dabei erhält der Konsument ein online geführtes Sammelkonto und kann sich sein Guthaben ab einer Einlöseschwelle auszahlen lassen.